# 둥잉구

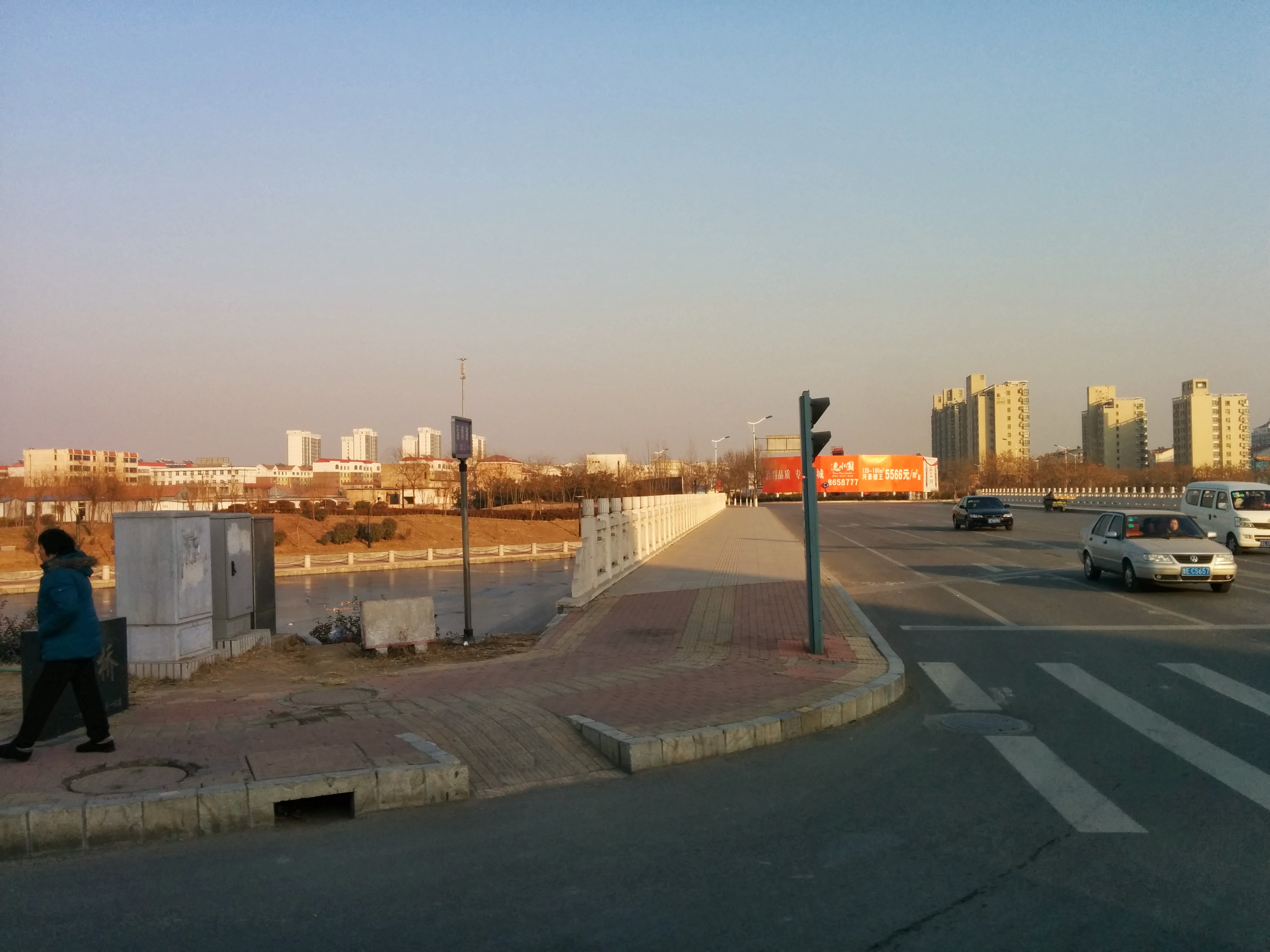

둥잉구(한국어: 동영구,중국어: 東營, 병음: Dōngyíng)는 중국 산둥성 둥잉 시의 행정 구역 중 하나이다. 넓이는 1,155km2이고, 인구는 2007년 기준으로 620,000명이다.

## 행정구역
6개 가도, 4개 진을 관할한다.
- 가도(街道):
  - 둥 성 가도 东城街道
  - 화허루 가도 黄河路街道
  - 신뎬 가도 辛店街道
  - 성리 가도 胜利街道
  - 원휘 가도 文汇街道
  - 성위안 가도 胜园街道

- 진(镇):
  - 스커오 진 史口镇
  - 뉴좡 진 牛庄镇
  - 류후 진 六户镇
  - 룽쥐 진 龙居镇